# 迪纳尔·吉利穆季诺夫
迪纳尔·扎吉托维奇·吉利穆季诺夫（羅馬化：Dinar Zagitovich Gil'mutdinov；1969年8月10日—）是俄罗斯政治人物，第八届国家杜马代表。
1991年，他开始担任道路巡逻服务督察。1996年，他被任命为乌法交通安全总局副局长。2005年至2021年，担任巴什科尔托斯坦内务部交通安全总局负责人。他于2021年卸任，成为斯捷尔利塔马克选区第八届国家杜马代表。

## 制裁
吉利穆季诺夫于2022年因俄乌战争而受到英国政府制裁。